# Real Follonica
L'Associazione Sportiva Dilettantistica Real Follonica, meglio conosciuta come Follonica, è stata una società calcistica italiana con sede nella città di Follonica in provincia di Grosseto.
È stata l'erede della tradizione sportiva dell'Associazione Sportiva Pro Follonica, sorta nel 1945, che ha disputato una stagione in Serie C 1947-1948.
Nel 2019, in seguito a un accordo con l'Unione Sportiva Dilettantistica Gavorrano 1930, il Real Follonica ha ceduto la sua prima squadra al Gavorrano, divenuto contestualmente Follonica Gavorrano. Attraverso la fusione con il Gavorrano, termina l’attività del Real Follonica anche a livello giovanile, e tutto rientra nell’attività della società ormai unica Unione Sportiva Dilettantistica Follonica Gavorrano.

## Storia
La società nasce nel 1945 dopo la conclusione del secondo conflitto mondiale con il nome di Associazione Sportiva Pro Follonica, iniziando la propria attività nella stagione 1945-1946 di Prima Divisione. Nella stagione seguente, 1946-1947, il Follonica si impone primo classificato del girone A Toscana, aggiudicandosi gli spareggi contro l'Audace Portoferraio (4-0) e i Minatori Ribolla (1-0 d.t.s.), approdando così in Serie C.
La stagione di Serie C 1947-1948 fu l'unico anno della società maremmana nei professionisti. La Pro Follonica totalizzò 25 punti, piazzandosi al dodicesimo posto del girone O della Lega Interregionale Centro, e venne retrocessa nuovamente in Prima Divisione. Dalla stagione 1953-1954 militò nel nuovo campionato di Promozione. Nel 1955 venne retrocessa nuovamente, per poi ritornare nel 1956 nel massimo campionato regionale: in Promozione dalla stagione 1956-1957, nel nuovo Campionato Dilettanti dalla stagione 1957-1958 e nella Prima Categoria appena istituita dalla stagione 1959-1960. Dal 1962, retrocessa nei campionati dilettantistici provinciali, la Pro Follonica si dedicò soprattutto al settore giovanile, sotto la presidenza di Dino Bonsanti. Dalla stagione 1976-1977, la formazione maremmana militò in Promozione con il nome di Polisportiva Follonica. Tra i calciatori di questo periodo si ricorda Carlo Zecchini, personalità nota nel calcio maremmano tanto che alla sua morte gli verrà intitolato lo Stadio Olimpico di Grosseto.
Nella stagione 1981-1982 la Polisportiva Follonica si posiziona penultima nel girone A e viene dunque retrocessa in Prima Categoria. Partecipa nuovamente al campionato di Promozione 1986-1987, venendo però retrocessa al termine della stagione. Stessa sorte nella Promozione 1995-1996. In seguito alla fusione con il Città di Follonica Calcio a 5, nel 2001 la società ritorna alla denominazione Associazione Sportiva Pro Follonica.
Dopo anni di assenza, il Follonica ritorna nel campionato Promozione nella stagione 2006-2007, ma nella stagione successiva viene nuovamente retrocesso. Con il nuovo nome di Football Club Follonica, la compagine del golfo viene promossa in Promozione per la stagione 2011-2012, per poi essere retrocessa ancora una volta dopo lo spareggio ai play-out con il Valdarbia. Nell'estate 2012 le due società del golfo, il FC Follonica ed il Golfo Follonica, si uniscono dando vita all'Unione Sportiva Follonica, che milita così in Prima Categoria.
Al termine della stagione 2014-2015, la società follonichese retrocede dopo i play-out giocati contro il Caldana in Seconda Categoria toscana, un vero e proprio tracollo per la squadra della seconda città della provincia.
Nel giugno 2015 è stato varato l'accordo tra il Follonica e la Fiorentina per valorizzare il settore giovanile della squadra del Golfo, facendolo entrare nella galassia delle affiliate ai viola.
A tre giornate dal termine del campionato di seconda categoria 2016-2017 il Follonica retrocede in terza categoria, a seguito di una stagione fallimentare sia dal punto di vista sportivo che societario, con la revoca degli impianti all'attuale presidenza, in attesa di un nuovo sodalizio guidato da imprenditori di altra caratura. A causa della revoca degli impianti sportivi, la società non si iscrive al campionato di terza categoria. Al suo posto, l'altra società cittadina, il Real Follonica annuncia l'iscrizione al campionato di Terza categoria, prendendo di fatto il posto della vecchia USD. Nella stagione 2017-2018 ha militato in Terza Categoria, girone livornese, ed ha vinto la coppa provinciale di categoria. Per la stagione 2018-2019 viene siglato un accordo di collaborazione con la società del Gavorrano finalizzato alla creazione di una nuova società sportiva che rappresenti le città di Follonica e Gavorrano, così facendo il Real Follonica ha dichiarato l'inattività della propria matricola nei campionati dilettanti, mantenendo solo il settore giovanile. Nel 2019 avviene la fusione con l'Unione Sportiva Gavorrano, andando a creare una nuova società calcistica che rappresenti sia Follonica che Gavorrano con la nuova denominazione di Follonica Gavorrano.

## Il Follonica nella cultura di massa
La squadra della città si è resa protagonista delle parodie dell'imitatore-presentatore Nicola Savino nel programma "Ciao Belli" di Radio Deejay. Il comico nell'imitare l'allenatore dell'Inter Walter Mazzarri, per sottolineare la sua natura di toscano verace, fa spesso riferimento ad episodi accadutili quando allenava appunto il Follonica (aneddoti naturalmente non reali in quanto il tecnico è cresciuto nelle giovanili della squadra del Golfo, ma non ha mai allenato la squadra toscana).

## Giocatori
Alcuni giocatori celebri:
- Walter Mazzarri
- Alessandro Monticciolo
- Tommaso Bianchi
- Michele Marconi
- Carlo Zecchini
- Piero Braglia

## Statistiche e record

### Partecipazione ai campionati
| Categoria | Partecipazioni | Debutto   | Ultima stagione |
| --------- | -------------- | --------- | --------------- |
| C         | 1              | 1947-1948 | 1947-1948       |

## Palmarès

### Competizioni regionali
- Prima Divisione: 1

1946-1947 (girone A)

## Tifoseria

### Rivalità
- Massetana
- Castiglionese